# Виноградов, Василий Александрович
Василий Александрович Виноградов (10 февраля 1905 года — 2 февраля 1962 года) — советский военачальник, генерал-лейтенант авиации (1953). Брат дипломата С. А. Виноградова.

## Биография
Родился Василий Александрович Виноградов в 1905 году в с. Озерки Самарской губернии, в детстве жил в с. Проскурлей, в 1914 году окончил сельскую школу, в 1917 году — 4 класса духовного училища.

### Гражданская война
В апреле 1920 года в Хвалынске был призван в РККА, в том же году окончил 2-е советские пулемётные курсы комсостава (Вольск), участвовал в Гражданской войне. С февраля по июль 1921 года участвовал в подавлении Западно-Сибирское восстание, с июня по август 1922 года сражался с бандами А. В. Сапожкова в районе Уральска, командовал взводом, затем был помощником командира роты.

### Между войнами
В 1923 году окончил повторные курсы комсостава (Самара), в 1924 году — Военно-теоретическую школу командиров Воздушного флота (Егорьевск), в 1925—1926 годах служил мотористом в Военно-теоретической школе (Ленинград), в 1927 году окончил Военно-техническую школу ВВС, в 1928 году — 2-ю Борисоглебскую военную школу лётчиков, был оставлен в ней лётчиком-инструктором. С 1930 года — командир авиационного отряда 6-й военной школы пилотов (Серпухов), с 1933 года — командир 18-й армейской разведывательной эскадрильи (Московский военный округ), затем командир 7-й легкобомбардировочной эскадрильи (Забайкальский военный округ). В 1935 году окончил Липецкую высшую лётно-тактическую школу ВВС. В 1938 году назначен командиром 51-го скоростного авиационного полка, затем в июне — 30-й скоростной авиационной бригады в Курске. С августа 1940 года — командир 31-й смешанной авиационной дивизии, с 10 января 1941 года — командир 33-й дальнебомбардировочной авиационной дивизии (Дальний Восток).

### Великая Отечественная война
В начале Великой Отечественной войны на той же должности, с 9 октября 1941 года — вр. и. д. командующего ВВС 25-й армии, с марта 1942 года — командующий ВВС 1-й Краснознамённой армии, с 27 июля 1942 года по 16 сентября 1944 года — командир 10-й воздушной армии (создана в августе 1942 года на базе ВВС 25-й армии).
В 1944 году В. А. Виноградов проходил стажировку на фронте, с 23 июля по 11 августа 1944 года командовал 1-м смешанным авиационным корпусом в составе 6-й воздушной армии 1-го Белорусского фронта, участвовал в Люблин-Брестской операции (Белорусская наступательная операция).
В сентябре 1944 года В. А. Виноградов вернулся на Дальний Восток, с 18 сентября 1944 года — командир 9-й воздушной армии. В связи с подготовкой к войне с Японией 28 июня 1945 года был освобождён от должности командующего армией и назначен заместителем командующего той же армии.
Во время Советско-японской войны, находясь на той же должности, возглавлял оперативную группу ВВС 1-го Дальневосточного фронта, участвовал в Маньчжурской операции.

### После войны
После Победы В. А. Виноградов оставался заместителем командующего 9-й воздушной армии, с апреля 1947 года — командир 3-го гвардейского штурмового авиационного корпуса (Румыния), с апреля 1948 года — командир 5-го бомбардировочного авиационного корпуса. 9 октября 1948 года два советских лётчика угнали самолёт Ту-2 5-го бомбардировочного авиакорпуса и перелетели на нём в Австрию, за это в октябре 1948 года В. А. Виноградов был отстранён от должности. В 1950 году окончил Высшие академические курсы при Военной академии Генштаба, с 1951 года — помощник командующего по строевой части, с февраля 1952 года — командующий 73-й воздушной армии, с января 1957 года по апрель 1958 года — командующий 30-й воздушной армии. В октябре 1958 года вышел в отставку.
Жил Василий Александрович Виноградов в Риге, где и умер в 1962 году, похоронен на Кладбище Райниса.

## Звания
- полковник
- генерал-майор авиации — 10.05.1943
- генерал-лейтенант авиации — 1953

## Награды
- Орден Ленина (30.04.1945[2])
- Три ордена Красного Знамени (3.11.1944[2], 26.08.1945, 15.11.1950[2])
- медали СССР[3]

## Документы
- Наградной лист. Подвиг народа. Архивировано 13 марта 2012 года. № в базе данных 29741247. Архивировано 9 апреля 2013 года.